# Route de France Féminine
Route de France Féminine er et etapeløb for kvinder. Løbet kaldes populært for kvindernes Tour de France.
Det blev kørt for første gang i 2006, hvor den danske rytter Linda Villumsen vandt.
I 2007 vandt danske Dorte Lohse 3. etape og var herefter iført løbets førertrøje. Hun vandt også næste dags første deletape, men tabte trøjen på dagens anden deletape. Dorthe sluttede løbet på en samlet 9. plads.

## Vindere
| År   | Vinder                        | Toer                      | Treer                                    |
| ---- | ----------------------------- | ------------------------- | ---------------------------------------- |
| 2006 | Linda Melanie Villumsen (DEN) | Amber Neben (USA)         | Svetlana Bubnenkova (RUS)                |
| 2007 | Amber Neben (USA)             | Svetlana Bubnenkova (RUS) | Maryline Salvetat (FRA)                  |
| 2008 | Luise Keller (GER)            | Rosane Kirch (BRA)        | Edwige Pitel (FRA)                       |
| 2009 | Kimberly Anderson (USA)       | Evelyn Stevens (USA)      | Eneritz Iturriagaechevarria Mazaga (ESP) |
| 2010 | Annemiek van Vleuten (NED)    | Judith Arndt (GER)        | Olga Zabelinskaya (RUS)                  |
| 2011 | Intet løb                     | Intet løb                 | Intet løb                                |
| 2012 | Evelyn Stevens (USA)          | Kristin McGrath (USA)     | Carlee Taylor (AUS)                      |
| 2013 | Linda Melanie Villumsen (NZL) | Emma Johansson (SWE)      | Evelyn Stevens (USA)                     |
| 2014 | Claudia Lichtenberg (GER)     | Alena Amialiusik (BLR)    | Aude Biannic (FRA)                       |
| 2015 | Elisa Longo Borghini (ITA)    | Amber Neben (USA)         | Claudia Lichtenberg (GER)                |
| 2016 | Amber Neben (USA)             | Tayler Wiles (USA)        | Eugenia Bujak (POL)                      |
| 2017 | Intet løb                     | Intet løb                 | Intet løb                                |
| 2018 | Intet løb                     | Intet løb                 | Intet løb                                |
| 2019 | Intet løb                     | Intet løb                 | Intet løb                                |